# Route nationale 264
Pour les articles homonymes, voir Route 264.
La route nationale 264 ou RN 264 était une route nationale française reliant l'échangeur no 36 de l'A64 à la RN 20 au sud de Pinsaguel. Elle a été déclassée en RD 820 en 2006.

## De l'A64 à la RN 20 (D 820)
- Échangeur entre A64 et RD 820
- D 817 : Roques, Portet-sur-Garonne, Cugnaux, Villeneuve-Tolosane, Muret, Tarbes, Lourdes
- D 56 : Pinsaguel, Roquettes
- Échangeur entre RN 20 et RD 820